# Robert Bellah
Robert Neelly Bellah (ur. 23 lutego 1927, zm. 30 lipca 2013) – amerykański socjolog, profesor emeritus Uniwersytetu Kalifornijskiego w Berkeley.
Jest autorem koncepcji religii obywatelskiej – zespołu pojęć i wartości religijnych i etycznych amerykańskiego społeczeństwa na tyle ogólnych, by znajdowały uznanie wśród wyznawców najrozmaitszych religii i będących podstawą amerykańskiej społeczeństwa obywatelskiego. Znaczący wpływ na neoewolucjonizm w socjologii wywarł również jego esej Religious Evolution (1964). Jest również autorem prac z filozofii polityki związanych z komunitaryzmem.

## Prace
- Tokugawa Religion: The Values of Pre-Industrial Japan (1957)
- Religion and Progress in Modern Asia (1965)
- Beyond Belief: Essays on Religion in a Post-Traditional World (1970)
- Emile Durkheim on Morality and Society (1973)
- The Broken Covenant: American Civil Religion in Time of Trial (1975)
- The New Religious Consciousness (1976)
- Varieties of Civil Religion (1980)
- Habits of the Heart: Individualism and Commitment in American Life (1985) wyd. polskie: Robert Bellah: Skłonności serca. Indywidualizm i zaangażowanie po amerykańsku. Wydawnictwa Akademickie i Profesjonalne, 2007. ISBN 978-83-60501-20-7. Brak numerów stron w książce
- Uncivil Religion: Interreligious Hostility in America (1987)
- The Good Society (1991)
- Imagining Japan: The Japanese Tradition and its Modern Interpretation (2003)
- The Robert Bellah Reader (2006)
- Religion in Human Evolution (2011)

## Przekłady polskie
- Ewolucja religijna, przeł. B. Kruppik, w: Socjologia religii. Antologia tekstów, (oprac.) W. Piwowarski, 1998, s.207-227.